# Libri sibillini
I Libri sibillini erano una raccolta di responsi oracolari scritti in lingua greca e conservati nel tempio di Giove Capitolino sul Campidoglio,  poi trasferiti da Augusto nel Tempio di Apollo Palatino.

## Religione romana
La storia della religione romana tramanda di come la Sibilla Cumana (secondo altre fonti la Sibilla Eritrea) avesse offerto libri, che erano in numero di nove, al re romano Tarquinio il Superbo, il quale però considerò il prezzo di questi ultimi troppo esoso. La Sibilla allora bruciò tre di questi libri e offrì di nuovo i sei rimasti al re. Il re Tarquinio rifiutò ancora, quindi la sibilla ne bruciò altri tre. Riformulò quindi la proposta a Tarquinio, che questa volta accettò, però al prezzo iniziale dei nove volumi:
(Servius Grammaticus, In Vergilii Aeneida. trad.: Gennaro Franciosi)
I libri sibillini furono quindi affidati alla custodia di due membri patrizi (duumviri sacris faciundis), che in seguito furono aumentati fino ad un numero di quindici, comprendendo fra essi anche cinque rappresentanti del popolo. Il loro ruolo consisteva nel consultare gli oracoli su richiesta del Senato (i lectisternia), per evitare di contrariare gli dèi con nuove imprese. I libri venivano conservati in una camera scavata sotto il tempio di Giove Capitolino.
I libri bruciarono in un incendio nell'83 a.C., era il periodo della guerra civile tra populares e optimates, e si tentò di ricostruirli cercandone i testi presso altri templi e santuari. Impresa in cui ebbe un ruolo centrale Gellio Poplicola attivo presso Tibur, sede tradizionale della sibilla Albunea. Queste nuove raccolte furono ricollocate nel tempio di Apollo Palatino grazie all'interessamento dell'imperatore Augusto. 
(Svetonio, Augustus, 31.)
Rimasero presso il tempio di Apollo Palatino fino al V secolo, dopo di che se ne persero le tracce. Rutilio Namaziano nel suo poema De reditu suo accusa aspramente il generale Stilicone di averli bruciati nel 408.